# Кент (цигарете)
Кент је бренд (робна марка) цигарета. Кент са филтром је представљен убрзо након што је магазин Reader's Digest 1952. године објавио серију чланака које су преплашиле америчке потрошаче и навеле их да потраже цигарете са филтром у време када их већина није имала (Вајсрој је представио прве филтар-цигарете 1936).
Од марта 1952. па до маја 1956. филтар у цигаретама Кент садржавао је карциногени плави азбест. Тренутно, Кент користи угљене филтре (врста активног угља).
Бренд је у власништву компаније Бритиш американ тобако. Цигарете су добиле име по Херберту Кенту, бившем директору Лорилард тобако компаније.
Извесно време ове цигарете лиценцно је производила Дуванска индустрија Ниш.